# Myrna Loy
Myrna Loy Myrna Adele Williams (Helena, Montana, 1905. augusztus 2. – New York, 1993. december 14.) amerikai színésznő.
Képzett táncosnő volt, aki később karrierjét teljesen a színészetnek szentelte. Hollywood hőskorszakában az egzotikus szerepek egyik megtestesítője volt, gyakran játszott ázsiai származású karaktereket, de nem egyszer a végzet asszonyaként tűnt fel a filmvásznon. Népszerű párost alkotott William Powellel, akivel összesen 14 filmben szerepelt együtt.
A filmiparban betöltött szerepének köszönhetőn csillagja megtalálható a Hollywood Walk of Fame-en.

## Fiatalkora
1905. augusztus 2-án született Montana állam székhelyén, Helenaban a földbirtokos David Franklin Williams és Adele Mae Johnson lányaként. Apai ágon walesi, míg anyai ágon skót és svéd felmenőkkel büszkélkedhetett. A keresztnevét édesapja kedvelt vasútállomásáról kapta. David Williams bankár és ingatlanfejlesztő is volt, továbbá a legfiatalabb ember, akit valaha is beválasztottak Montana állam törvényhozó testületébe. Édesanyja Adele Mae pedig Chicagóban folytatott zenei tanulmányokat.
1912-ben édesanyja majdnem meghalt tüdőgyulladásban, ezért apja a feleségét a melegebb éghajlatú San Diegóba küldte a lányával együtt. Adale Mae nagy lehetőséget látott Dél-Kaliforniában, ezért meggyőzte a férjét az egyik látogatása alkalmán, hogy vásároljanak ingatlant ott. A megvásárolt területet David Williams később nagy haszonnal adta el Charlie Chaplinnek, így a rendező egy stúdiót tudott építeni ott. Bár Loy édesanyja megpróbálta rábeszélni férjét, hogy végleg költözzenek Kaliforniába, de a férfi montanai farmok világát jobban kedvelte, ezért végül hazatértek. Később Adele Mae méhét el kellett távolítani, a nő pedig ragaszkodott hozzá, hogy ezt biztonságos körülmények között Los Angelesbe tegyék meg, ezért lányával és fiával a városba költözött, ahol a fiatal Myrna táncleckéket kezdett el venni. A táncot azután is folytatta, hogy visszatértek Montanába, és 12 évesen fellépett a helenai Marlow Színházban.
Loy édesapja 1918. november 7-én elhalálozott spanyol náthában, ezért a család végleg Kaliforniába költözött, ahol Culver Cityben telepedtek le. Myrna a Westlake Lányiskolába kezdett el járni, mellette Los Angeles belvárosában vett táncórákat. Amikor tanárai ellenezték ezt, édesanyja átíratta a Venice Középiskolába, és 15 éves korában elkezdett fellépni a helyi színpadi produkciókban.
18 évesen otthagyta az iskolát, hogy segítsen a családja anyagi helyzetén. Grauman Egyiptomi Színházában szerzett munkát, ahol musicalekben lépett fel. Ekkor látta játszani a híres olasz színpadi színésznőt, Eleonora Duset, akinek a játéka nagy hatással volt rá.

## Korai karrierje
A portréfotós Henry Waxman több fényképet is készített Loyról, amik Rudolph Valentinónak is feltűntek, amikor Waxman stúdiójában járt. Valentino egy női főszereplőt keresett a Kobra című filmjéhez, ami az első független produkciója volt, amit feleségével, Natacha Rambovával készített. Loy esélyes volt a szerepre, amit végül Gertrude Olmstead kapott meg, de nem sokkal később statiszta szerepet kapott a Pretty Ladies (1925) című musicalben, melyben az akkor még szintén ismeretlennek számító Joan Crawford is feltűnt.
Rambova ajánlott neki egy kicsi, de ugyan mutatós szerepet Nita Naldi oldalán a What Price Beautyban. Habár a film három évig kiadatlan maradt, a róla készült képek megjelentek magazinokban, aminek hatására a Warner Brothers leszerződtette, ahol a vezetéknevét Loyra változtatta.

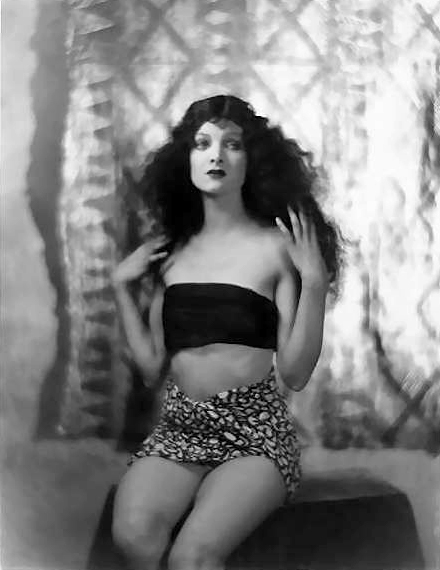
Loy 1926-ban

Némafilmes szerepei után eleinte számos technicolor eljárással készült musicalben játszott, de egy kisebb szerepet kapott A dzsesszénekes című produkcióban is, ami a filmtörténelem első hangosfilmje volt. Amikor a közönség kezdte elveszíteni az érdeklődését a korai musicalek iránt, Loy karrierjében is egy kisebb törés következett be.
A későbbiekben főleg a végzet asszonyaként tűnt fel, de sokszor alakított ázsiai származású karaktereket is. Évekbe tellett, hogy kitörjön az olyan skatulyaszerepekből, mint a gonosz félvér lány A tizenhárom nőben vagy a kegyetlen kínai hercegnő a Fu Manchu álarcában.
1934-ben főszerepet kapott a Manhattani melodráma című krimiben Clark Gable és William Powell oldalán. A gengszter John Dillinger ezt a filmet nézte meg a halála előtt, amikor egy chicagói mozinál a Szövetségi Nyomozóiroda két ügynöke lelőtte. Ennek köszönhetően a film nagy nyilvánosságot kapott, és egyes újságok úgy írtak Loyról, mint Dillinger kedvenc színésznőjéről.

## A csúcson
W. S. Van Dyke rendező őt választotta Nora Charles szerepére William Powell mellé A cingár férfiben, miután felfedezte Loy szellemességét és nagyszerű humorérzékét, amik előbbi munkáiban addig nem kerültek felszínre. A producer Louis B. Mayer eleinte ellenezte ezt, mert drámai színésznőnek tartotta, de Van Dyke sikeresen meggyőzte. A film végül az év egyik legnagyobb sikere lett, az Amerikai Filmakadémia "legjobb film" kategóriában Oscar-díjra is jelölte. Loy kitűnő kritikákat kapott, melyben dicsérték a komikus képességeit. A jövőben népszerű párt alkotott együtt a mozivásznon William Powellel, összesen 14 produkcióban szerepeltek együtt az évek során, ezzel a hollywoodi filmtörténelem egyik legtermékenyebb duójává váltak. Loy később elismerte, hogy A cingár férfi volt az „amiben megtaláltam önmagamat… 80 film után”.

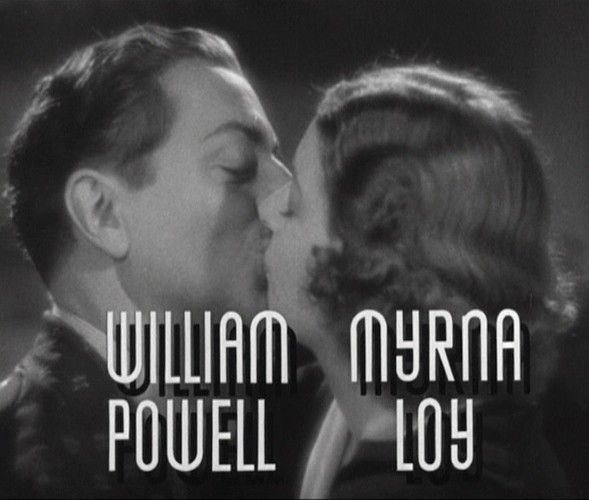

A Manhattani melodráma és A cingár férfi fordulópont volt karrierjében, ezután nagyobb produkciókhoz hívták forgatni. A Feleségek titkárnők ellen (1936) Clark Gablelel és Jean Harlowval, majd a Petticoat Fever (1936) Robert Montgomeryvel további lehetőséget adtak neki, hogy fejlessze komédiai képességeit. Ezután négy filmben is dolgozott egymás után William Powellel, köztük az Oscar-díjnyertes A nagy Ziegfeldben (1936).
Ezekben az években Loy Hollywood egyik legtöbbet foglalkoztatott és legjobban kereső sztárjai közé tartozott. 1937-ben és 1938-ban is tagja volt annak a tíz színésznek, akiknek a filmjeik a legtöbb bevételt hozták az előző évben.
A romantikus vígjátékok mellett a drámai képességeit is ki akarta fejezni, főszerepet kapott az Árvíz Indiában (1939) című drámában Tyrone Power mellett. A második világháború kitörésekor szüneteltette színészi pályafutását, és szorosan együttműködött a Vöröskereszttel.

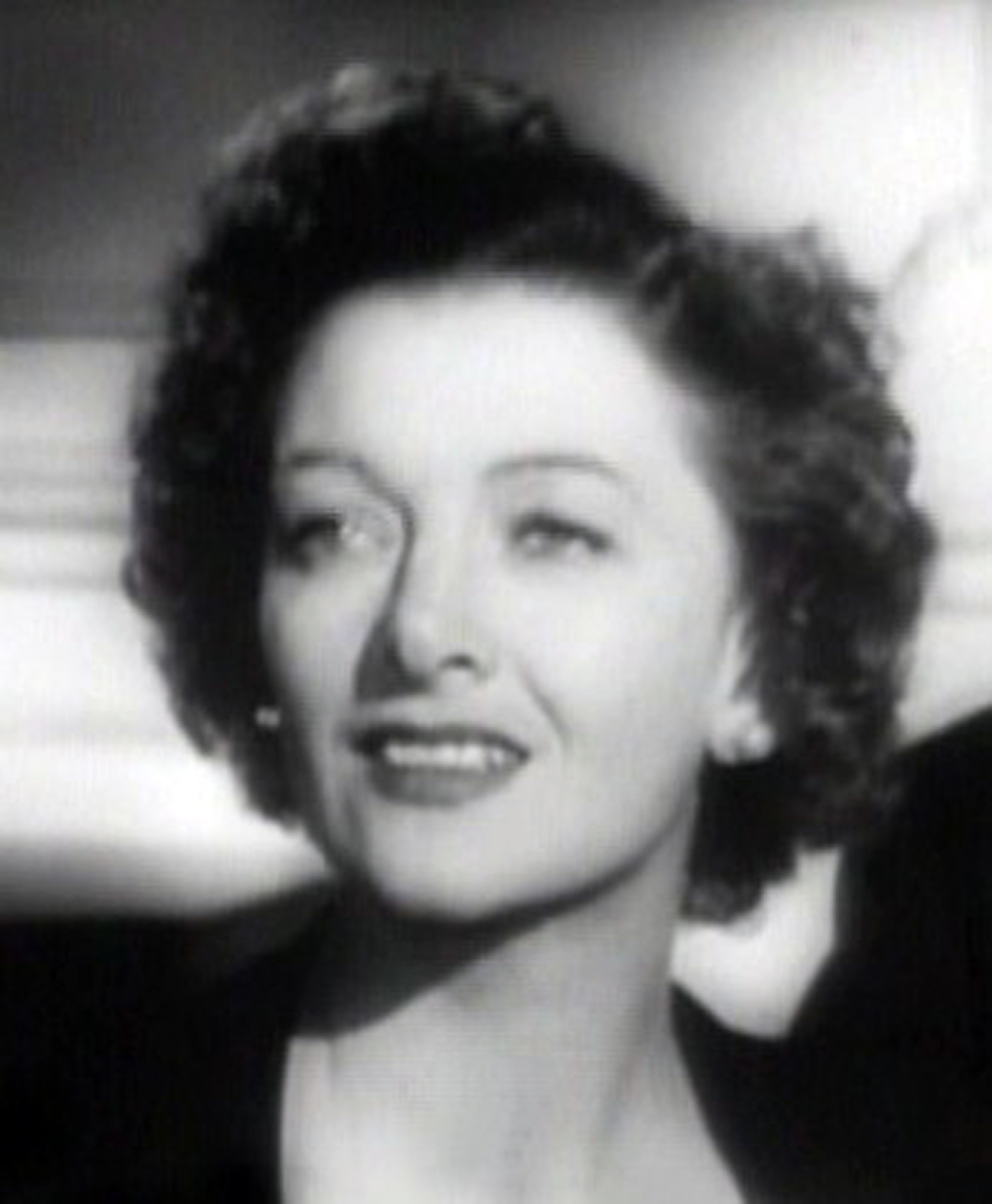
Loy az Életünk legszebb éveiben

## Későbbi karrierje
A filmezéshez A cingár férfi hazameggyel tért vissza 1945-ben. Egy évvel később az Életünk legszebb éveiben a Fredric March által megformált háborúból elgyötörten hazatérő katonatiszt feleségét alakította. Loy később elismerte, hogy erre a szerepre a legbüszkébb a pályafutása során.
1947-ben Cary Grant oldalán volt látható a The Bachelor and the Bobby-Soxer című vígjátékban, melyben a húgát a tinédzser Shirley Temple alakította. Szintén sikeres volt Grant mellett a Mr. Blandings Builds His Dream Houseban (1948) és Clifton Webb partnereként a Nagyban olcsóbban (1950).
Az '50-es évektől kezdve a karrierje szórványosan folytatódott. 1960-ban szerepelt Doris Day és Rex Harrison oldalán az Éjféli csipke című misztikus thrillerben, majd 1969-ben az Április bolondja című vígjátékban Jack Lemmon és Catherine Deneuve mellett. Utolsó mozifilmje a Sidney Lumet által rendezett 1980-ban bemutatott Amid szemed, szád kíván volt. A későbbiekben még fellépett színpadon és néhány televíziós produkcióban is látható volt.

## Magánélete
Loy négyszer házasodott és vált el:
- 1936–1942 Arthur Hornblow Jr., producer
- 1942–1944 John Hertz Jr.
- 1946–1950 Gene Markey, producer és forgatókönyvíró
- 1951–1960 Howland H. Sargeant, UNESCO delegált

Gyermeke nem született, habár nagyon közel állt első férje gyerekeihez. Pletykák szerint Spencer Tracyvel és Leslie Howarddal is rövid viszonyt folytatott.
1948-ban az Egyesült Államok bizottságának UNESCO tagja lett első hollywoodi hírességként. Politikailag aktív demokrata volt.
1993. december 14-én halt meg New Yorkban 88 évesen egy műtét alatt. New Yorkban hamvasztották el, hamvait pedig a helenai Forestvale Cemeterybe helyezték.

## Fontosabb filmjei
- 1980 - Amit szemed, szád kíván (Just Tell Me What You Want) - Stella Liberti
- 1978 - A vég (The End) - Maureen Lawson
- 1975 - Airport '75 (Airport 1975) - Mrs. Devaney
- 1969 - Április bolondja (The April Fools) - Grace Greenlaw
- 1960 - Éjféli csipke (Midnight Lace) - Beatrice Corman
- 1950 - Nagyban olcsóbb (Cheaper by Dozen) - Lillian Gilbreth
- 1949 - A vörös póni (The Red Pony) - Alice Tiflin
- 1947 - A cingár férfi dala (Song of the Thin Man) - Nora Charles
- 1946 - Életünk legszebb évei (The Best Years of Our Lives) - Milly Stephenson
- 1945 - A cingár férfi hazamegy (The Thin Man Goes Home) - Nora Charles
- 1941 - A cingár férfi árnyéka (Shadow of the Thin Man) - Nora Charles
- 1941 - Szeress őrülten (Love Crazy) - Susan Ireland
- 1940 - Harmadik ujj, bal kéz (Third Finger, Left Hand) - Margot Sherwood Merrick
- 1939 - A cingár férfi újabb esete (Another Thin Man) - Nora Charles
- 1939 - Árvíz Indiában (The Rains Came) - Lady Edwina Esketh
- 1938 - Berepülőpilóta (Test Pilot) - Ann Barton
- 1937 - Parnell - Katie O’Shea
- 1936 - A cingár férfi nyomában (After the Thin Man) - Nora Charles
- 1936 - Bulvár románc (Libeled Lady) - Connie Allenbury
- 1936 - A nagy Ziegfeld (The Great Ziegfeld) - Billie Burke
- 1936 - Feleségek titkárnők ellen (Wife vs. Secretary) - Linda
- 1934 - Broadway Bill - Alice Higgins
- 1934 - Evelyn Prentice - Evelyn Prentice
- 1934 - A cingár férfi (The Thin Man) - Nora Charles
- 1934 - Manhattani melodráma (Manhattan Melodrama) - Eleanor Packer
- 1934 - Orvosok (Men in White) - Laura Hudson
- 1933 - Penthouse - Gertie Waxted
- 1933 - A barbár (The Barbarian) - Diana Standing
- 1933 - A hivatásos bokszoló és a hölgy (The Prizefighter and the Lady) - Belle Mercer Morgan
- 1932 - Fu Manchu álarca - (The Mask of Fu Manchu) - Fah Lo See
- 1932 - Tizenhárom nő (Thriteen Women) - Ursula Georgi
- 1932 - A hiúság vására (Vanity Fair) - Becky Sharp
- 1931 - Arrowsmith - Joyce Lanyon
- 1928 - Noé bárkája (Noah's Ark) - rabszolgalány
- 1927 - A dzsesszénekes (The Jazz Singer) - lány a kórusban
- 1926 - Don Juan - Mai
- 1925 - Ben-Hur - rabszolgalány

## Fordítás
- Ez a szócikk részben vagy egészben  a   Myrna_Loy című angol Wikipédia-szócikk fordításán alapul.  Az eredeti cikk szerkesztőit annak laptörténete sorolja fel. Ez a jelzés csupán a megfogalmazás eredetét és a szerzői jogokat jelzi, nem szolgál a cikkben szereplő információk forrásmegjelöléseként.

## További információ
- Myrna Loy a PORT.hu-n (magyarul)
- Myrna Loy az Internetes Szinkronadatbázisban (magyarul)
- Myrna Loy az Internet Movie Database-ben (angolul)
- Myrna Loy a Rotten Tomatoeson (angolul)